# 血球計算盤

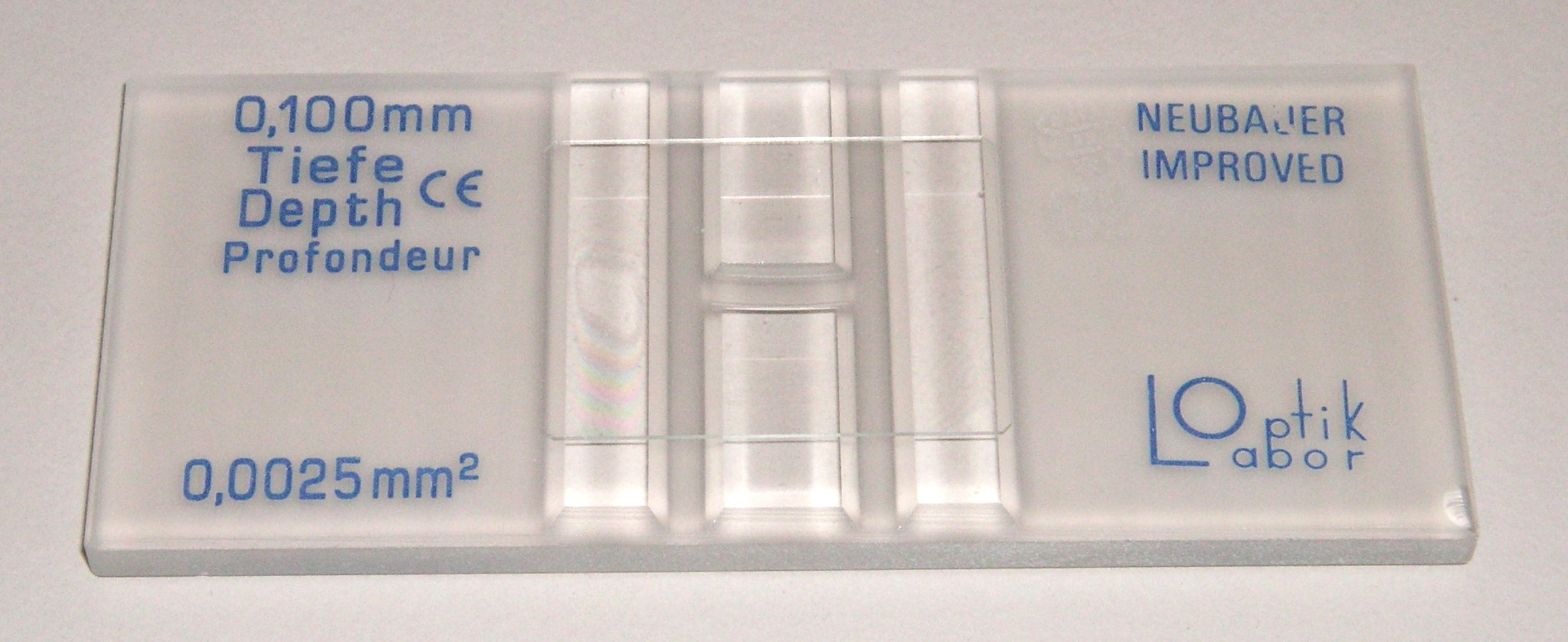
血球計算盤（ノイバウエル盤）

血球計算盤（けっきゅうけいさんばん）とは、赤血球、白血球、精子や培養細胞などの細胞の数を計測できる実験器具。しばしば「血球計算版」と誤記される。

## 構造と使用方法

血球計算盤の計算室の横断面
下部が計算盤の横断面。その中央部の凸状部分が計算室である。上にあるカバーグラスの間に被計数物を含んだ溶液を満たして、数を測定する。

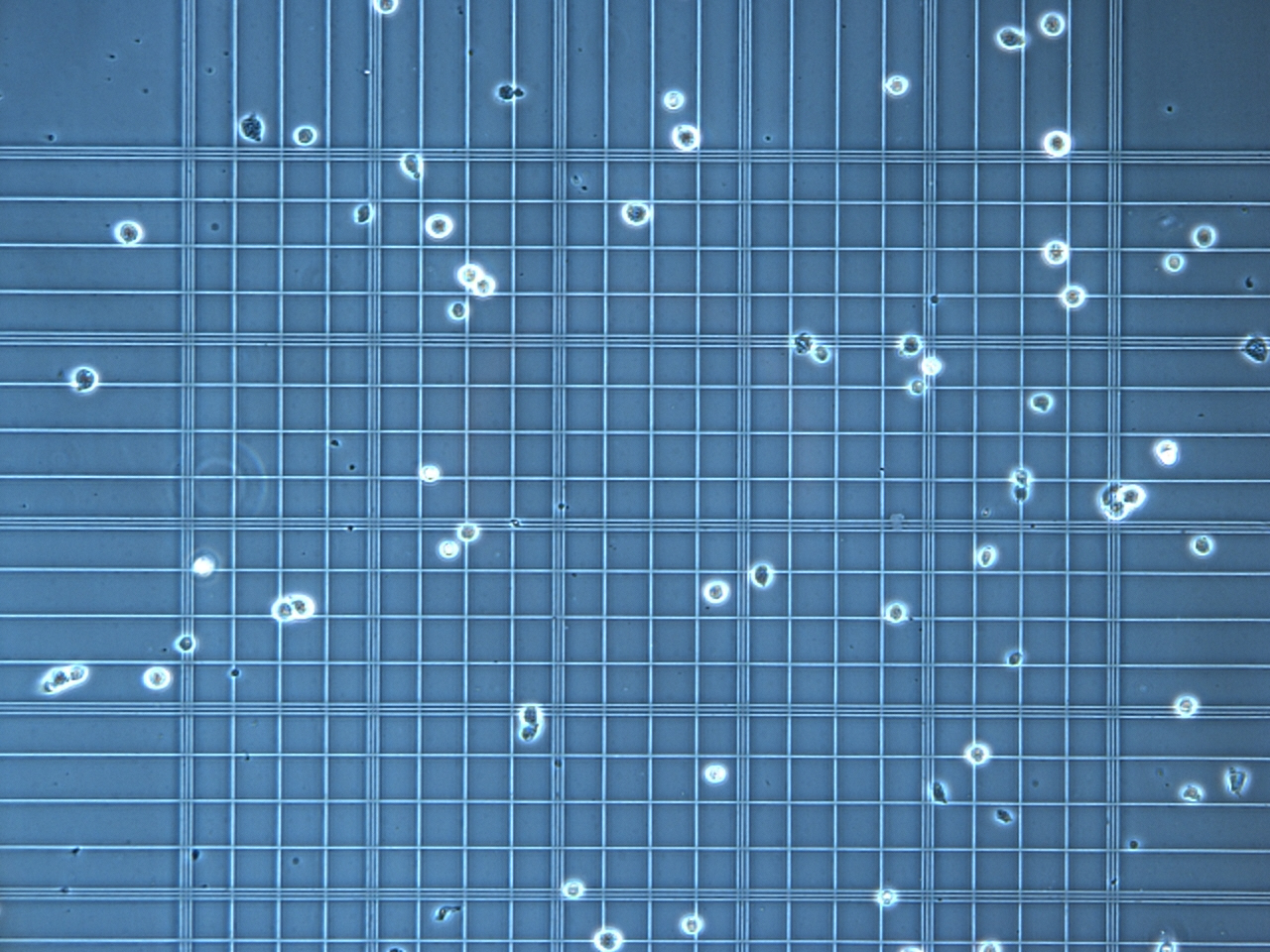
チャイニーズハムスター培養細胞:en:Chinese hamster ovary cellの測定例

構造は、スライドガラスにマイクロメートル単位の目盛りとカバーグラスとの隙間から成り立っている。そのため、目盛り面とカバーグラスの間に一定の空間ができる。この空間を計算室と呼ぶ。その計算室内にある細胞の数を顕微鏡で数えることによって、統計的に細胞濃度などを推定する。

## 種類
血球計算盤には、目盛りの刻まれ方と計算室の深さによっていくつかの種類がある。
- トーマ盤
- ビルケルチュルク盤
- 改良ノイバウエル盤
- フックスローゼンタール盤